# Waldbrunn (Westerwald)
Waldbrunn is een gemeente in de Duitse deelstaat Hessen, en maakt deel uit van de Landkreis Limburg-Weilburg.
Waldbrunn (Westerwald) telt 5.787 inwoners.

## Plaatsen in de gemeente Waldbrunn
- Ellar
- Fussingen
- Hausen
- Hintermeilingen
- Lahr

Bad Camberg ·
Beselich ·
Brechen ·
Dornburg ·
Elbtal ·
Elz ·
Hadamar ·
Hünfelden ·
Limburg a.d. Lahn ·
Löhnberg ·
Mengerskirchen ·
Merenberg ·
Runkel ·
Selters (Taunus) ·
Villmar ·
Waldbrunn (Westerwald) ·
Weilburg ·
Weilmünster ·
Weinbach